# Acanthocyclops gmeineri
Acanthocyclops gmeineri – gatunek widłonoga z rodziny Cyclopidae, nazwa naukowa gatunku została po raz pierwszy opublikowana w 1989 roku przez hydrobiologa Petera Pospíšila.